# Platycentrus auriculatus
Platycentrus auriculatus är en insektsart som beskrevs av Peláez. Platycentrus auriculatus ingår i släktet Platycentrus och familjen hornstritar. Inga underarter finns listade i Catalogue of Life.